# Сан-Хосе (Колумбия)
Сан-Хосе (исп. San José) — город и муниципалитет в центральной части Колумбии, на территории департамента Кальдас. Входит в состав Нижне-Западного субрегиона.

## История
Поселение, из которого позднее вырос город, было основано в 1902 году. Муниципалитет Сан-Хосе был выделен в отдельную административную единицу 19 марта 1998 года.

## Географическое положение

Муниципалитет Сан-Хосе

Город расположен в юго-западной части департамента, в пределах горной местности Центральной Кордильеры, к западу от реки Кауки, на расстоянии приблизительно 29 километров к западу от города Манисалес, административного центра департамента. Абсолютная высота — 1784 метра над уровнем моря.
Муниципалитет Сан-Хосе граничит на севере и востоке с территорией муниципалитета Рисаральда, на юго-востоке — с муниципалитетом Белалькасар, на западе — с муниципалитетом Витербо. Площадь муниципалитета составляет 53 км².

## Население
По данным Национального административного департамента статистики Колумбии, совокупная численность населения города и муниципалитета в 2024 году составляла 4978 человек.
Динамика численности населения муниципалитета по годам:
| 2005 | 2010 | 2015 | 2020 | 2021 | 2022 | 2023 | 2024 |
| ---- | ---- | ---- | ---- | ---- | ---- | ---- | ---- |
| 7572 | 7585 | 7588 | 4854 | 4858 | 4882 | 4953 | 4978 |

## Экономика
Большинство трудоспособного населения занято в сельскохозяйственной сфере, наибольшая доля в которой составляет выращивание кофе.

## Транспорт
К западу от города проходит национальное шоссе № 25 (исп. Ruta Nacional 25).